# Altella orientalis
Altella orientalis är en spindelart som beskrevs av Balogh 1935. Altella orientalis ingår i släktet Altella och familjen kardarspindlar.
Artens utbredningsområde är Ungern. Inga underarter finns listade i Catalogue of Life.